# Байков, Николай Аполлонович
Николай Аполлонович Байков (29 ноября [11 декабря] 1872, Киев — 6 марта 1958, Брисбен, Австралия) — русский военачальник, полковник, писатель и натуралист.

## Биография

### Ранние годы
Николай Байков был родовым дворянином, потомком Фёдора Исаковича Байкова, которого в 1654—1658 годах царь Алексей Михайлович направил во главе первого русского посольства в Китай для налаживания дипломатических и торговых связей. Бабушка Николая Байкова — Мария Егоровна Гоцлиева — племянница Шамиля. Отец — Аполлон Петрович Байков (1830, Тифлис—1892, Санкт-Петербург) — военный юрист, член Главного военного суда в Петербурге, закончил службу в звании генерал-лейтенанта. Мать — Зинаида Александровна, урожд. Голуб (1853—1890), дочь псковского помещика. Сестра — художница Зинаида Аполлоновна Байкова, ее сын — актер Апполон Ячницкий.
Байков окончил пять классов Киевского кадетского корпуса, а затем получил аттестат зрелости при Первой Санкт-Петербургской гимназии. По окончании гимназии он поступил в Тифлисское пехотное юнкерское училище, которое окончил по первому разряду. Военную службу начал в 1892 году на Кавказе в 16-м гренадерском Мингрельском полку, которым командовал великий князь Николай Михайлович, который был добрым другом отца Николая Апполоновича. По его совету Байков познакомился с Г. Радде, известным путешественником и естествоиспытателем. В эти годы молодой офицер проявил склонность к научно-исследовательской работе. С разрешения командования Байков составил энтомологическую коллекцию Великого князя и сформировал коллекции для музеев в Боржоми и Академии наук.

### На Дальнем Востоке
Мысль об изучении природы Дальнего Востока подсказал молодому офицеру академик Д. Менделеев, который рассказал ему о строительстве Китайско-Восточной железной дороги (КВЖД). В 1901 году поручик Байков был переведён на службу в Заамурский округ Отдельного корпуса пограничной стражи. В 1910—1914 годах командовал ротой 5-го Заамурского полка, прозванной «тигровой» за смелость командира и солдат в охоте на хищников.
Во время многочисленных экскурсий в таежном районе Восточно-Маньчжурской горной страны Байков делает сборы по млекопитающим, орнитологии, пресмыкающимся, земноводным и энтомологии, выполняя задания Императорской Академии Наук, и отсылает свои коллекции в Зоологический музей Академии Наук, а в позднейшее время в Германию.
Литературным дебютом Байкова стала книга очерков «В горах и лесах Маньчжурии» (1914) — следствие службы автора в пограничниках и участия в экспедициях по изучению дальневосточного края, который вдохновлял его на творчество. Маньчжурию Байков называл «второй родиной».
Чрезвычайную роль в жизни будущего писателя сыграл также путешественник Н. Пржевальский (друг отца), который сказал однажды юному кадету: «Ты интересуешься, убивал ли я тигров. К сожалению, нет. На различных зверей я охотился, но тигров взять ни одного не пришлось. Это ты сделаешь за меня, когда будешь путешествовать по тайге Маньчжурии или Уссурийского края». Пржевальский подарил своему другу книгу «Путешествие в Уссурийском крае».
Байков провёл в Маньчжурии 14 лет. Он занимался литературной, исследовательской и научной работой. Петербургская академия наук присвоила офицеру почётное звание «Сотрудник-корреспондент».

### Война и эмиграция
В 1914 году ротмистр Байков стал участником Первой мировой войны. «Тигровая» рота Байкова в составе 2-го Заамурского полка действовала на Юго-Западном фронте в Галиции, Байков был ранен, награждён орденом Святого Владимира за храбрость, войну закончил в чине полковника. В годы Гражданской войны в России воевал в Добровольческой армии на стороне белогвардейцев. Сравнивал Октябрьскую революцию со стихийным бедствием, разрушавшим естественный порядок вещей. В Новороссийске заболел тифом; по выходе из госпиталя в 1920 году вместе с семьёй покинул Россию. Из Константинополя отправился в Египет, через год оказался в лагере Сиди Бишр, рядом с Александрией, затем путешествовал по Африке и Индии и Индокитае.

### Возвращение в Маньчжурию и последние годы жизни

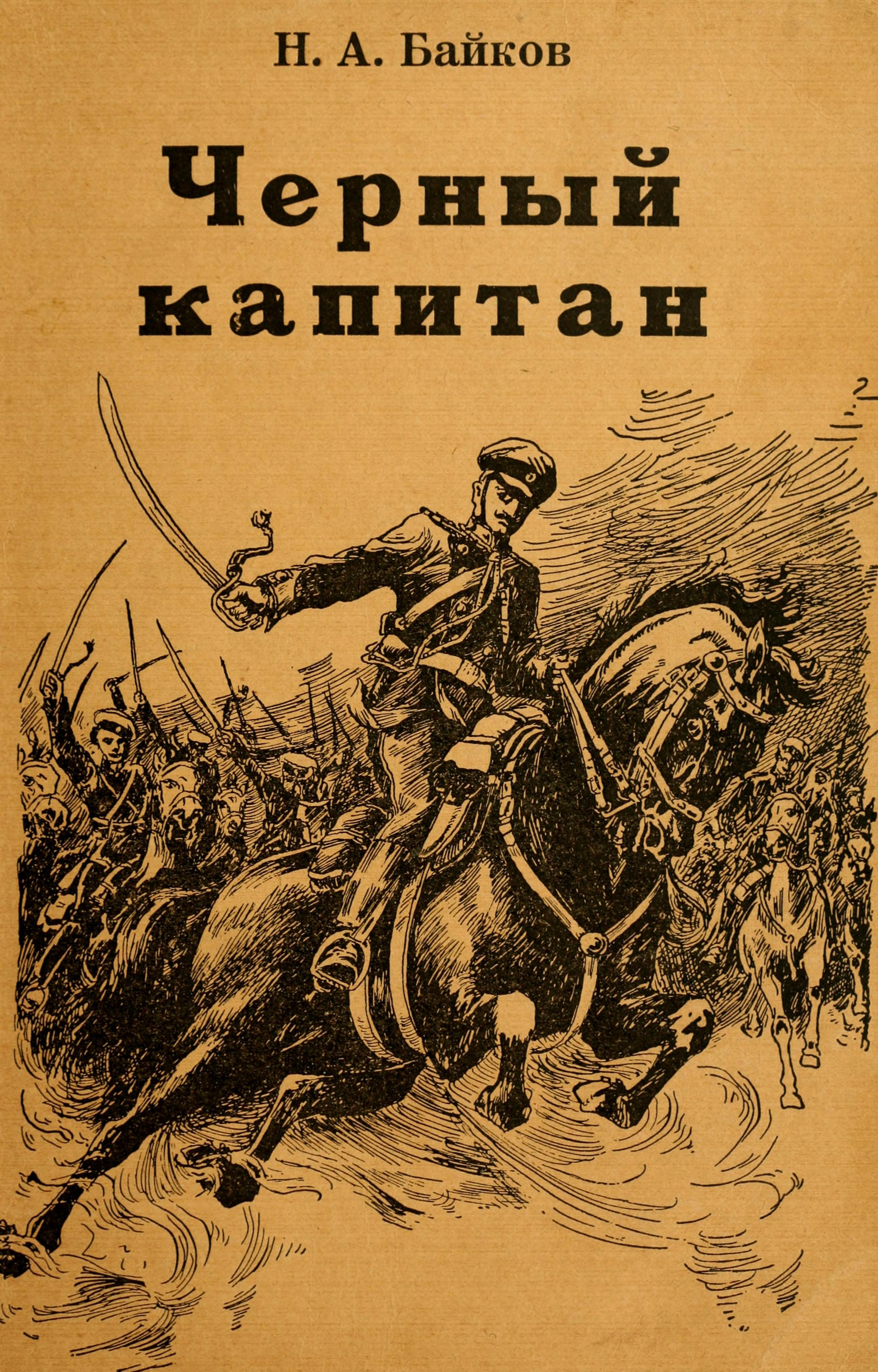
Обложка книги «Черный капитан»

В сентябре 1922 года вернулся во Владивосток, поверив слухам о восстановлении белой власти, но уже через месяц опять эмигрировал — в Маньчжурию. Работал сторожем на КВЖД. С 1925 года жил в Харбине. Один из основателей Общества изучения Маньчжурии. В 1925—1928 годах переписывался с другим путешественником В. К. Арсеньевым.
С возникновением в Харбине Общества изучения Маньчжурского края и созданием в 1923 году при нем музея, Николай Аполлонович принимает в их работе активное участие. Обществом были выпущены отдельными изданиями несколько научно-популярных очерков Байкова: «Маньчжурский тигр» (1925), «Изюбрь и изюбреводство» (1925), «Корень жизни (жень-шень)» (1926), «Медведи Дальнего Востока» (1928).
С 1928 года по 1 сентября 1934 года преподает биологию в Железнодорожной гимназии.
Творческое наследие Байкова составили книги: «В дебрях Маньчжурии» (1934), «Великий Ван» (1936), «По белу свету» (1937) — все изданные в Харбине. Эти книги принесли автору известность (издавались в Китае, Англии, Франции, Японии). В начале 40-х в Японии заговорили даже о «буме Байкова». Японский писатель Кикути Кан назвал повесть «Великий Ван» «первоклассным произведением мировой анималистической литературы». Позже были опубликованы повести «Тигрица» (Харбин, 1940), «Чёрный капитан» (Тяньцзинь, 1943) и сборники рассказов «Тайга шумит» (Харбин, 1938), «У костра» (Тяньцзинь, 1939), «Сказочная быль» (Тяньцзинь, 1940), «Наши друзья» (1941), «Шухай» (1942), «Таёжные пути» (1943).
Во время Второй мировой войны власти Японии хотели использовать популярность Байкова. В ноябре 1942 года он стал одним из шести писателей, которые представляли литературу Маньчжоу-Го на созванном в Токио съезде литераторов «великой Восточной Азии».
С приходом в 1945 году в Маньчжурию Советской армии Байков подвергся преследованиям — 73-летнего естествоиспытателя едва не уничтожили в Смерше. Его книги были изъяты из всех библиотек и сожжены. С чрезвычайными трудностями семье Байковых в декабре 1956 года удалось переехать в Австралию, где он и умер от атеросклероза. Его последним произведением стала книга «Прощай, Шухай!».

#### Семья
1-й брак — Евгения Леонидовна Стогова, дочь — Екатерина (род.1900, Саратов). 
2-й брак — Вера Ивановна Байкова (урожд. Круминг; 23.05.1895 г.р., Либава—после 1972), дочь — Наталия (09.01.1920 г.р., Новороссийск), в замуж. Дмитровская. Внук — Николай Иванович Дмитровский-Байков.